# لانتانا جميلة
لانتانا جميلة (الاسم العلمي:Lantana pulchra) هي نوع نباتي يتبع جنس اللانتانا من فصيلة اللويزية.